# Куитлауак
Куитла́уак (исп. Cuitláhuac, кл. науатль Cuitlāhuac, около 1476—1520) — десятый тлатоани государства ацтеков из династии Акамапичтли, принявший этот пост в обстановке войны с Кортесом. Правил всего 80 дней (то есть четыре ацтекских месяца. Год 1520 обозначался как «Два Кремень»). Сведения о его жизни скудны, в основном содержась в работах индейского историка XVII в. — Чимальпаина. Историк-конкистадор Берналь Диас дель Кастильо даже не называет его по имени.
Одиннадцатый сын Ашаякатля (1469—1481), младший брат Монтесумы II. Унаследовал удел Истапалапан от своего деда (по матери), которого также звали Куитлауак. После начала Конкисты вместе с Монтесумой содержался в заложниках у испанцев. После того, как Педро де Альварадо учинил резню в центральном храме Теночтитлана, Монтесума предложил Кортесу освободить брата, чтобы можно было начать переговоры с восставшими жителями столицы. Это было сделано, однако Куитлауак был избран правителем и возглавил атаку индейцев, известную как «Ночь печали». К 30 июня 1520 г долина Мехико была освобождена от испанцев. Больше ничего Куитлауак совершить не успел: через 80 дней после избрания тлатоани он скончался от оспы, завезённой в Мексику испанцами. Его брат и соправитель (сиуакоатль) Матлацинкацин в тот же день отрёкся, а управление было вверено Куаутемоку.

## Наследие
В современной Мексике именем Куитлауака назван город в штате Веракрус, станция метро в Мехико, а также многие улицы в мексиканских городах. Его именем в 1979 г также назван астероид № 2275.